# Cicindela purpurea
Cicindela purpurea este o specie de insecte coleoptere descrisă de Olivier în anul 1790. Cicindela purpurea face parte din genul Cicindela, familia Carabidae.

## Subspecii
Această specie cuprinde următoarele subspecii:
- C. p. audubonii
- C. p. cimarrona
- C. p. hatchi
- C. p. lauta
- C. p. purpurea